# Ферросиликомарганец
Ферросиликома́рганец — хрупкий сплав железа, кремния и марганца, применяющийся в металлургии как раскислитель стали и для её легирования. Придаёт сплавам на основе железа прочность, износостойкость и ударостойкость.

## Форма выпуска и марки
Выпускается марок МнС17, МнС22, химический состав которых указан в таблице.
| Марка | Состав, %          | Состав, % | Состав, % | Состав, % | Состав, % | Состав, % |
| ----- | ------------------ | --------- | --------- | --------- | --------- | --------- |
| Марка | марганец, не менее | кремний   | углерод   | фосфор    | фосфор    | сера      |
| Марка | марганец, не менее | кремний   | углерод   | А         | Б         | сера      |
| Марка | марганец, не менее | кремний   | не более  |           |           |           |
| МнС17 | 65                 | 15—20     | 2,5       | 0,1       | 0,6       | 0,03      |
| МнС22 | 65                 | 20—25     | 1,0       | 0,1       | 0,35      | 0,03      |

Поверхность кусков ферросиликомарганца не должна иметь инородных включений. Допускаются следы противопригарных материалов (извести, песка), шлаковая плёнка, единичные включения шлака. Масса неметаллических включений не должна превышать 0,5 % массы партии.
Ферросиликомарганец поставляют в кусках массой не более 20 кг. Дроблёный ферросиликомарганец поставляют по разным классам крупности, от 1-го до 6-го. Масса подрешетного продукта нормируется для пункта поставки материала покупателю. Гранулометрический состав дроблёного сплава приведён в таблице.
| Класс крупности | 1      | 2      | 3     | 4    | 5    | 6     |
| --------------- | ------ | ------ | ----- | ---- | ---- | ----- |
| Размер кусков   | 20—200 | 20—100 | 5—100 | 5—50 | 5—25 | 0—300 |

При поставке ферросиликомарганца в кусках количество мелочи, проходящей через сито с отверстиями 20×20 мм, не должно превышать 15 % массы партии. Допускается наличие в партии кусков массой более 20 кг в количестве, не превышающем 5 % массы партии.

## Транспортировка
Ферросиликомарганец транспортируют без упаковки или в специализированных контейнерах.